# カヤFC
カヤ・フトボル・クルブ-イロイロ (フィリピン語: Kaya Futbol Club–Iloilo) は、フィリピンのイロイロをホームタウンとするサッカークラブ。カヤのフィリピン語での意味はWe can、古いタガログ語での意味はkey to brotherhoodである。

## 歴史
1980年代後半は様々な年齢の選手が集まってバスケットボールコートで屋内サッカーを楽しんだり、7人制の屋外サッカー大会に参加してメダルやトロフィーを獲得していた。1996年7月、カヤFCはマカティにて公式に創設された。1990年代後半にはマニラ首都圏サッカー協会が主催する11人制のサッカー大会に参加した。カヤは当時ビッグスリーと呼ばれていたフィリピン陸軍、同空軍、同海軍のサッカークラブを倒せる唯一のクラブとして知られるようになった。
2015年、UFLカップで優勝し、AFCカップ2016出場権を獲得した。
2017年、フィリピン・フットボールリーグ参加にあたって「カヤFC-マカティ」と改名し、さらに翌2018年にはイロイロに移転して「カヤFC-イロイロ」となった。
2020年から星出悠が監督に就任し、2021年にAFCチャンピオンズリーグ2021本戦出場を果たし、コパ・パウリーノ・アルカンタラでは全勝かつ無失点で優勝した。また、2022-23シーズンのフィリピン・フットボールリーグで優勝し、AFCチャンピオンズリーグ2023/24グループステージからの出場権を獲得した。
2023年8月11日、AFCプロライセンスを持たない星出が監督を退任してアシスタントコーチになり、カンボジアでプリヤ・カーン・リーチ・スヴァイリエンFCのアシスタントコーチやビサカFC監督を歴任した北アイルランド人のコルム・カーティスが監督に就任した。

## タイトル
- ユナイテッド・フットボールリーグカップ（英語版）：1回
  - 2015

## 現所属メンバー
2024年9月6日現在
注：選手の国籍表記はFIFAの定めた代表資格ルールに基づく。
| No. | Pos. |            | 選手名                     |
| --- | ---- | ---------- | -------------------------- |
| 1   | GK   | フィリピン | ワリド・ビロウ             |
| 3   | DF   | 日本       | 斎藤彰人                   |
| 6   | MF   | フィリピン | マルク・スウェインストン   |
| 7   | FW   | フィリピン | ジョヴィン・ベディク       |
| 8   | MF   | フィリピン | マーウィン・アンヘレス     |
| 10  | FW   | 日本       | 堀越大蔵                   |
| 12  | DF   | フィリピン | ヘスス・メギサ             |
| 13  | FW   | フィリピン | マル・ディアーノ           |
| 14  | FW   | 日本       | 駒木秀人                   |
| 15  | DF   | フィリピン | マルコ・カサンブレ         |
| 16  | GK   | フィリピン | ネイサン・バタ             |
| 17  | FW   | セネガル   | ロベール・ロペス・メンディ |

| No. | Pos. |            | 選手名                     |
| --- | ---- | ---------- | -------------------------- |
| 20  | DF   | 大韓民国   | 朴伊英                     |
| 22  | DF   | フィリピン | フィッチ・アルボレーダ     |
| 23  | DF   | フィリピン | シモーネ・ロータ           |
| 24  | FW   | フィリピン | シャーウィン・バシンダナン |
| 25  | MF   | ガーナ     | エリック・エッソ           |
| 26  | MF   | マリ共和国 | ヴァンディウーゴ・コナテ   |
| 30  | MF   | フィリピン | ルーカス・デル・ロサリオ   |
| 33  | MF   | フィリピン | フリアン・ロメロ           |
| 40  | GK   | フィリピン | パトリック・デイト         |
| 44  | DF   | フィリピン | オーディー・メンジー       |
| 77  | FW   | フィリピン | マルティーニ・レイ         |
| 88  | MF   | 日本       | 山崎海秀                   |

## 歴代所属選手
- 大村真也 2011-
- 細江敏矢 2012-2014